# Ernst Graner

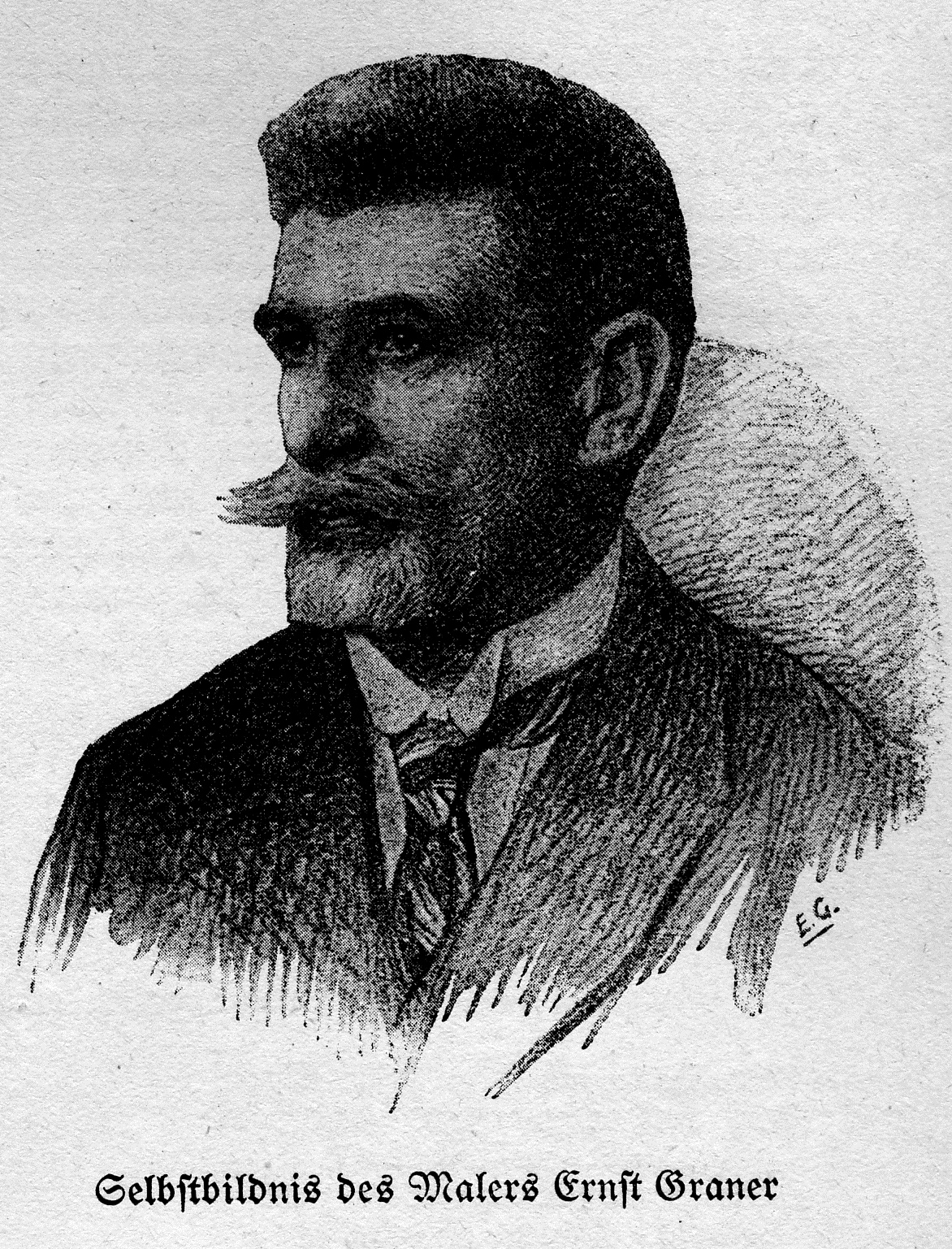
Ernst Graner

Ernst Graner (* 25. September 1865 in Werdau, Sachsen; † 27. November 1943 in Wien) war ein österreichischer Aquarellist, Architektur-, Landschafts- und Vedutenmaler.

## Leben
Graner absolvierte zunächst eine Goldschmiedelehre, eine Ausbildung zum Lithographen und erhielt anschließend zwei Jahre lang Zeichenunterricht bei Josef Grandauer. Er studierte die Malerei von 1885 bis 1889/1890 unter Eduard von Lichtenfels und Franz Rumpler an der Wiener Akademie und stellte seit 1890 auf Wiener Ausstellungen zunächst Landschaftsgemälde aus.
Er gilt als einer der bedeutendsten Wiener Aquarellisten seiner Zeit. Seine zahlreichen Aquarelle zeigen Ansichten mit reichen Staffagen aus Wien, vor allem die Hofburg und Schloss Schönbrunn mit Ausfahrten des Kaisers Franz Joseph. Einige der abgebildeten Gebäude existieren nicht mehr, wie beispielsweise die Wiener Rotunde, den Philipphof oder das Wiener Stadttheater. In seiner Frühzeit malte Graner auch Genreszenen.
Graner war mit Maria Kastler, der Tochter eines Hammerschmieds aus Klam (Klamschlucht), verheiratet und hielt sich zeitweise dort auf. Das Bildnis Maria in der Schlucht trägt die Züge seiner Frau. Ein von ihm gemaltes Fresko an der Hammerschmiede in der Klamschlucht auf dem Kulturwanderweg August Strindbergweg-Klamschlucht zeigt seinen Schwiegervater bei dessen Arbeit. Er wurde in einem ehrenhalber gewidmetes Grab am Wiener Zentralfriedhof bestattet.
Graner war seit 1910 ordentliches Mitglied des Aquarellisten-Clubs der Genossenschaft der Bildenden Künstler Wiens, an dessen Ausstellungen er regelmäßig teilnahm. Viele seiner Werke befanden sich in Privatsammlungen oder wurden in Auktionen angeboten. Seine Werke sind unter anderem auch im Historischen Museum der Stadt Wien ausgestellt.

## Werke (Auswahl)
- Motiv aus Südtirol (um 1893)

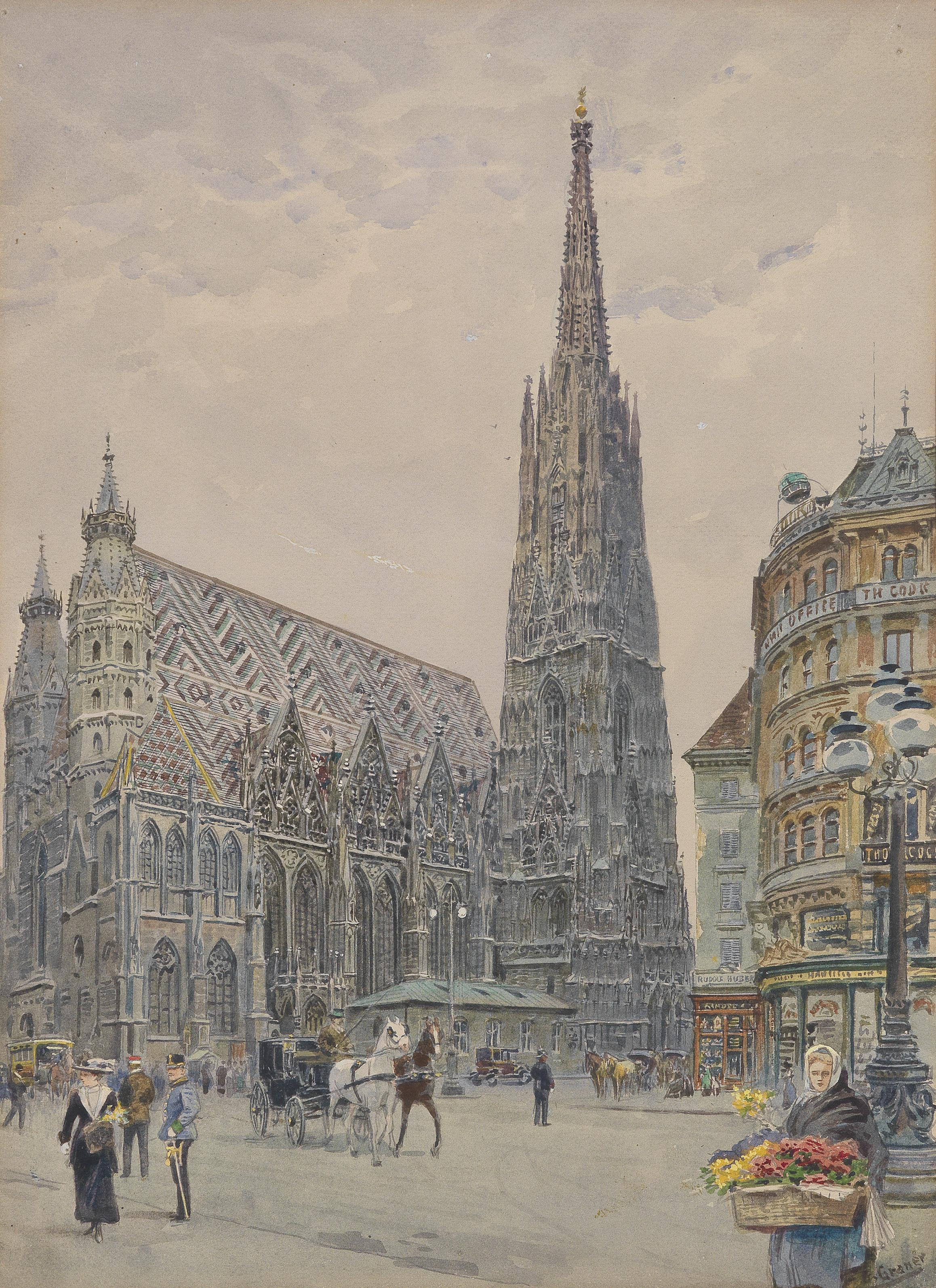
Der Stephansdom in Wien

- Piazza dell’ Erbe in Verona (um 1893)
- Aus Hoch-Eppan und Strasse aus St. Michael-Eppan (um 1893)
- Dorfstrasse (um 1896 Motiv aus Niederösterreich)
- Bauernhof aus Oberösterreich (um 1896)
- Gemüsegarten (Motiv aus Oberösterreich) (um 1896)
- Michaelerplatz in Wien und Portal an der alten Universität (Große Kunstausstellung Berlin 1900)
- Karlskirche in Wien (um 1904)
- Portal des Palais Liechtenstein in Wien (um 1904)
- Portal des Ministeriums des Innern in Wien (um 1909)
- Portal der Ruprechtskirche in Wien (um 1909)
- Hauptplatz in Baden bei Wien (um 1909)
- Stephansplatz in Wien (um 1904)
- Portal in der Dorotheergasse in Wien (um 1914)
- Hof in der Bräunerstraße in Wien (um 1914)

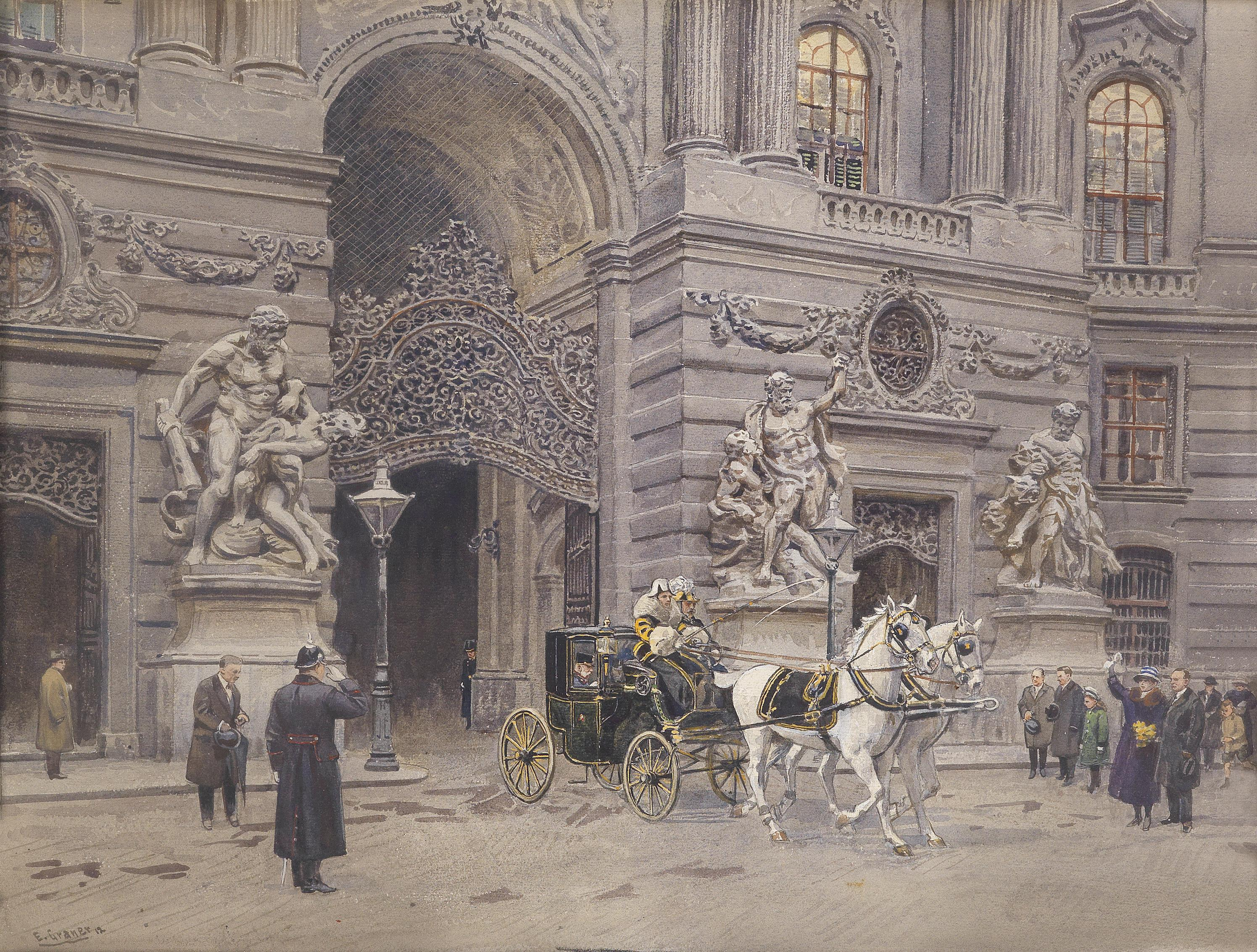
Kaiser Franz Joseph in seiner Kutsche aus der Hofburg kommend, 1912
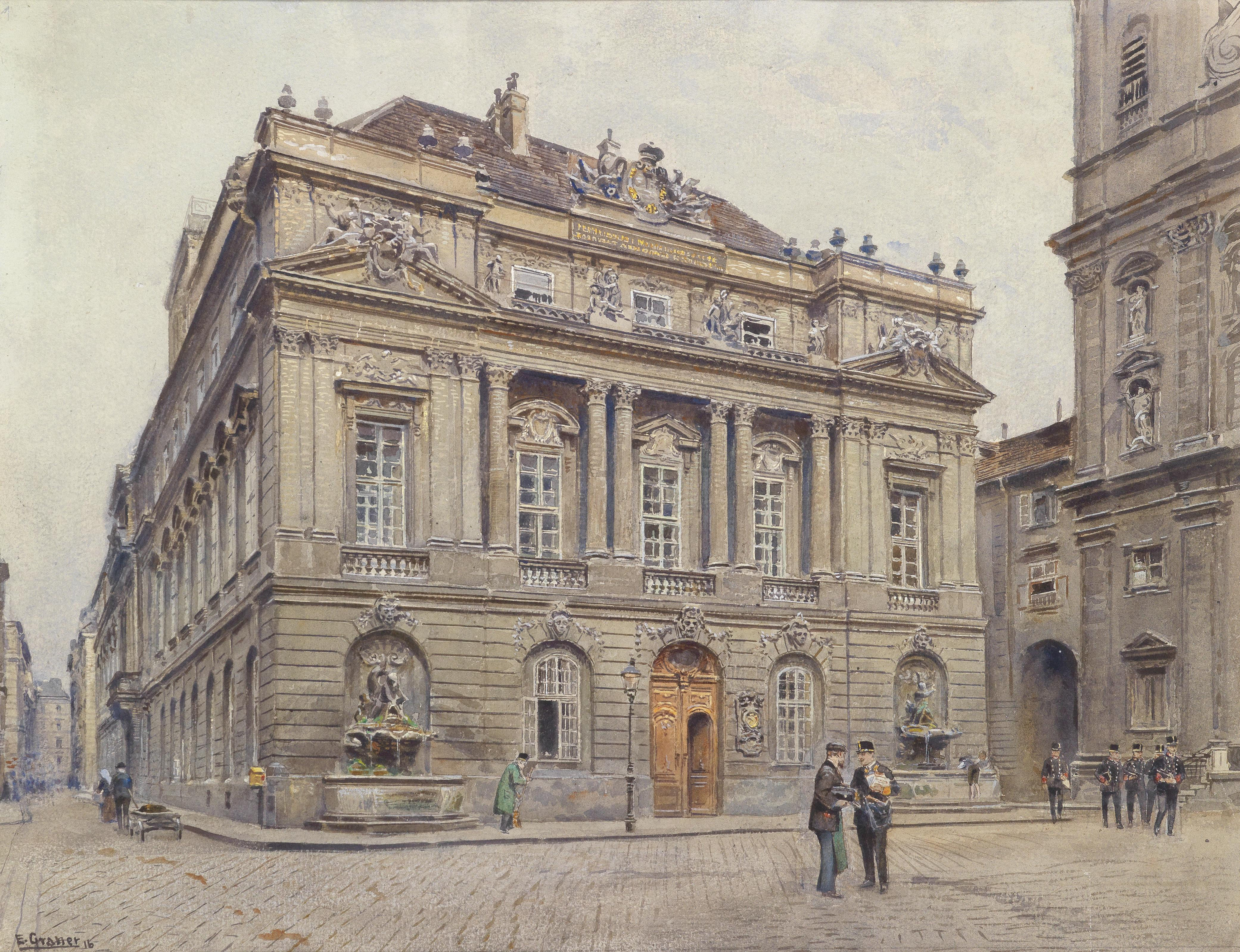
Alte Universität Wien

## Ehrungen
- 1961 wurde in Wien-Liesing (23. Bezirk) die Granergasse nach ihm benannt.